# Fienvillers
Fienvillers és un municipi francès situat al departament del Somme i a la regió dels Alts de França. L'any 2007 tenia 569 habitants.

## Demografia

### Població
El 2007 la població de fet de Fienvillers era de 569 persones. Hi havia 214 famílies de les quals 52 eren unipersonals (24 homes vivint sols i 28 dones vivint soles), 73 parelles sense fills, 85 parelles amb fills i 4 famílies monoparentals amb fills.
La població ha evolucionat segons el següent gràfic:
Habitants censats

### Habitatges
El 2007 hi havia 242 habitatges, 221 eren l'habitatge principal de la família, 14 eren segones residències i 7 estaven desocupats. Tots els 242 habitatges eren cases. Dels 221 habitatges principals, 196 estaven ocupats pels seus propietaris, 24 estaven llogats i ocupats pels llogaters i 1 estava cedit a títol gratuït; 1 tenia una cambra, 10 en tenien dues, 30 en tenien tres, 59 en tenien quatre i 120 en tenien cinc o més. 180 habitatges disposaven pel capbaix d'una plaça de pàrquing. A 100 habitatges hi havia un automòbil i a 89 n'hi havia dos o més.

### Piràmide de població

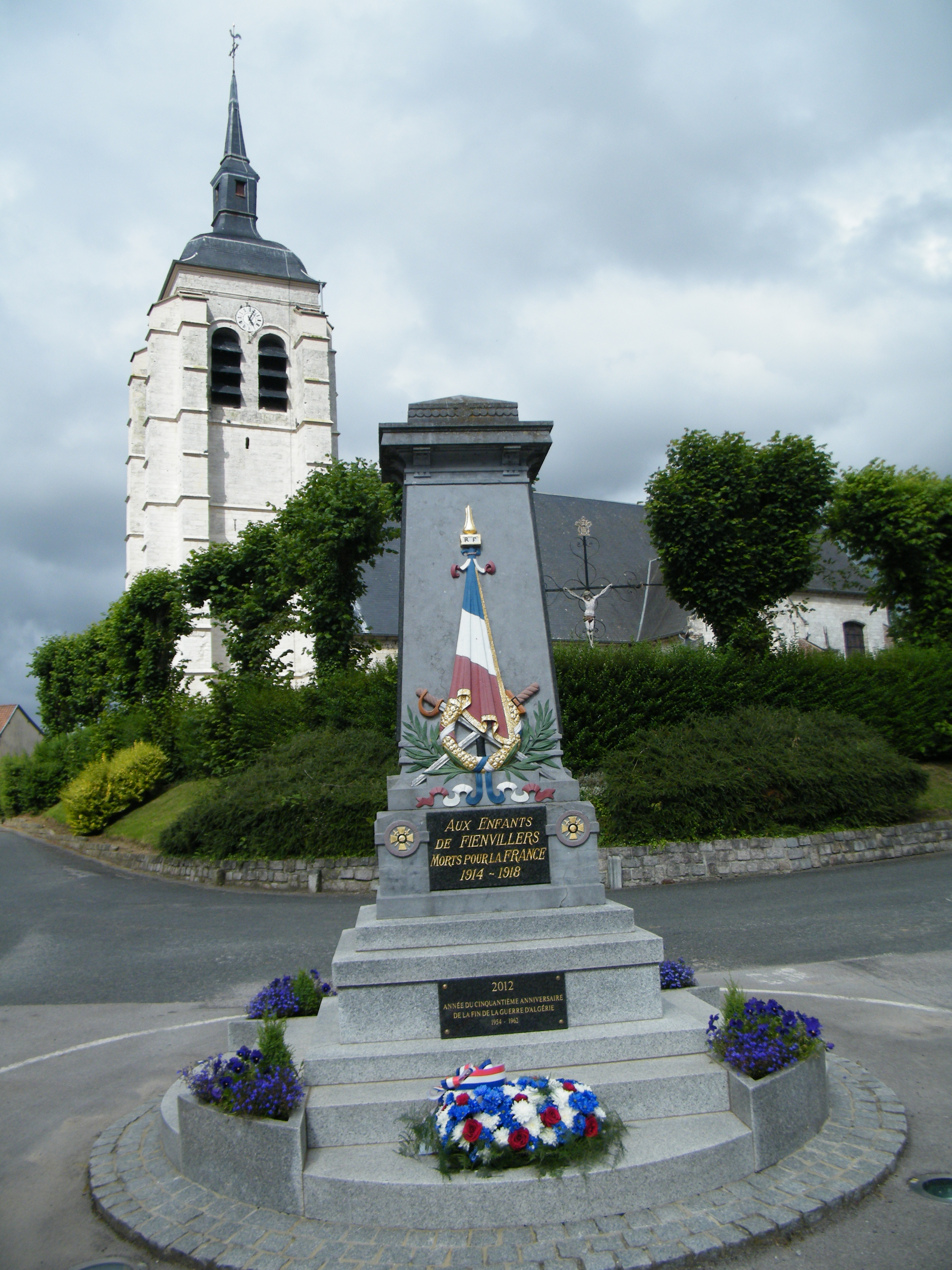

La piràmide de població per edats i sexe el 2009 era:
| Homes | Edats   | Dones |
| ----- | ------- | ----- |
| 0     | 95 o +  | 0     |
| 8     | 90 a 94 | 0     |
| 8     | 85 a 89 | 8     |
| 4     | 80 a 84 | 12    |
| 20    | 75 a 79 | 20    |
| 0     | 70 a 74 | 12    |
| 20    | 65 a 69 | 12    |
| 16    | 60 a 64 | 16    |
| 16    | 55 a 59 | 8     |
| 16    | 50 a 54 | 20    |
| 32    | 45 a 49 | 32    |
| 12    | 40 a 44 | 8     |
| 16    | 35 a 39 | 20    |
| 12    | 30 a 34 | 4     |
| 24    | 25 a 29 | 16    |
| 24    | 20 a 24 | 28    |
| 0     | 15 a 19 | 16    |
| 16    | 10 a 14 | 16    |
| 8     | 5 a 9   | 12    |
| 12    | 0 a 4   | 12    |

## Economia
El 2007 la població en edat de treballar era de 345 persones, 243 eren actives i 102 eren inactives. De les 243 persones actives 218 estaven ocupades (122 homes i 96 dones) i 25 estaven aturades (11 homes i 14 dones). De les 102 persones inactives 32 estaven jubilades, 34 estaven estudiant i 36 estaven classificades com a «altres inactius».

### Ingressos
El 2009 a Fienvillers hi havia 224 unitats fiscals que integraven 579 persones, la mediana anual d'ingressos fiscals per persona era de 16.785 €.

### Activitats econòmiques
Dels 10 establiments que hi havia el 2007, 1 era d'una empresa extractiva, 1 d'una empresa alimentària, 4 d'empreses de construcció, 1 d'una empresa de comerç i reparació d'automòbils, 1 d'una empresa de transport, 1 d'una empresa de serveis i 1 d'una empresa classificada com a «altres activitats de serveis».
Dels 5 establiments de servei als particulars que hi havia el 2009, 2 eren fusteries, 1 electricista, 1 perruqueria i 1 restaurant.
L'any 2000 a Fienvillers hi havia 13 explotacions agrícoles que ocupaven un total de 805 hectàrees.

## Equipaments sanitaris i escolars
El 2009 hi havia una escola elemental.

## Poblacions més properes
El següent diagrama mostra les poblacions més properes.